# Xanthorhoe klossi
Xanthorhoe klossi är en fjärilsart som beskrevs av Louis Beethoven Prout 1939. Xanthorhoe klossi ingår i släktet Xanthorhoe och familjen mätare. Inga underarter finns listade i Catalogue of Life.